# Орландо Канісалес
Орландо Канісалес (англ. Orlando Canizales, 25 листопада 1965) — американський професійний боксер, чемпіон світу за версією IBF (1988—1994) в легшій вазі.
2009 року був прийнятий до Міжнародної зали боксерської слави.

## Професіональна кар'єра
На профірингу дебютував 1984 року. 20 липня 1986 року зазнав першої поразки одностайним рішенням від Пола Гонсалеса (США).
Маючи рекорд 20-1-1, 9 липня 1988 року вийшов на бій проти чемпіона IBF у легшій вазі Кельвіна Сібрукса (США) і здобув перемогу технічним нокаутом в п'ятнадцятому раунді. В наступних дев'ятнадцяти боях здобув 18 перемог і один поєдинок був визнаний таким, що не відбувся. 15 з цих переможних боїв і той, що не відбувся, були захистами звання чемпіона IBF.
У грудні 1994 року звільнив титул IBF у легшій вазі, щоб поборотися за титул WBA у другій легшій вазі, який належав Вілфредо Васкесу (Пуерто-Рико). Бій, що пройшов 7 січня 1995 року, Канісалес програв розділеним рішенням.
До завершення кар'єри провів ще п'ятнадцять поєдинків.